# Leo Leroy Beranek
Leo Leroy Beranek (Solon, 15 september 1914 – Westwood, 10 oktober 2016) was een Amerikaans ingenieur, expert in de akoestiek en professor aan het Massachusetts Institute of Technology (MIT) van 1947 tot 1957. 
Hij was de medestichter en president van Bolt, Beranek and Newman en publiceerde een aantal boeken over akoestiek, waarvan er één speciaal gewijd is aan de architectonische akoestiek en een beschrijving geeft van de akoestiek van 100 concertzalen in 31 landen.

## Loopbaan
In 1931 trad hij toe tot het Cornell college in Mount Vernon en bekwaamde zich in de natuurkunde en de wiskunde om daarna in 1936 zijn studie voort te zetten aan de Harvard-universiteit, welke hij in 1940 afsloot met een dissertatie over architectonische akoestiek.
In 1940 werd hij aangesteld als instructeur in natuurkunde en communicatietechniek aan dezelfde universiteit en werd er later van 1941 tot 1943 assistent professor. In 1943 werd hij aan Harvard benoemd tot directeur van het elektro-akoestisch laboratorium, waar men op dat moment onder meer werkte aan de ontwikkeling van communicatieapparatuur en ruisreductiesystemen voor oorlogsvliegtuigen. 
Van 1944 tot 1947 was hij directeur van het systeemonderzoekslaboratorium te Harvard en van 1947 tot 1958 was hij geassocieerd professor in de communicatietechniek aan het MIT. Van 1947 tot 1953 werkte hij als technisch directeur van het akoestisch laboratorium aldaar. Vanaf 1958 was hij tevens lector van het MIT. 
In 1948 richtte hij samen met zijn collega Bolt, de firma Bolt, Beranek and Newman (BBN) op, die een aantal medewerkers in dienst nam die een belangrijke rol hebben gespeeld bij de ontwikkeling van de Internet technologie Arpanet.
Hij publiceerde meer dan 75 wetenschappelijke en technische artikelen op het gebied van de akoestiek. Voor zijn vele bijdragen kreeg hij talrijke onderscheidingen, vermeldingen en prijzen, waaronder in 1975 de gouden medaille van de Acoustical Society of America, waarvan hij van 1954 tot 1955 president was.
In 2002 kreeg hij voor zijn werk de National Medal of Science in Engineering van de Amerikaanse overheid.
In 2008 kwam Riding the Waves: A Life in Sound, Science, and Industry uit. Zijn laatste paper, Concert Hall Acoustics: Recent Findings, kwam enkele maanden voor zijn dood uit.
Hij overleed in oktober 2016 op 102-jarige leeftijd.

## Gepubliceerde boeken
- Acoustic Measurements, 1949, New York, Wiley
- Acoustics, 1954, herdruk: AIP, Inc, 1986, ISBN 0-88318-494-X
- Noise reduction, 1960, McGraw-Hill Education, ISBN 978-0-07-004832-4
- Music, Acoustics and Architecture, 1962, Wiley, NY, herdruk: Concert Halls and Opera Houses: Music, Acoustics and Architecture, Springer, NY, 1979, ISBN 0-387-95524-0, tweede druk: 2004 (als eBook: ISBN 978-0-387-21636-2)
- Riding the Waves: A Life in Sound, Science, and Industry, 2008, Universal Music International, ISBN 978-0-262-02629-1